# Igor Polanski
Igor Nikołajewicz Polanski (ros. Игорь Николáевич Полянский; ur. 20 marca 1967 w Nowosybirsku) – radziecki pływak, trzykrotny medalista olimpijski z Seulu.
Specjalizował się w stylu grzbietowym. Igrzyska w 1988 były jego jedyną olimpiadą. Triumfował na dystansie  200 metrów grzbietem, na 100 m był trzeci. Po ostatni medal, także brązowy, sięgnął w sztafecie stylem zmiennym. W 1986 był mistrzem świata zarówno na 100 i 200 metrów stylem grzbietowym, zajął również trzecie miejsce w sztafecie. W 1985 zwyciężył na obu dystansach na mistrzostwach Europy rozgrywanych w Sofii, dwa lata później sięgnął po dwa medale: złoto w sztafecie i srebro na 200 m grzbietem. Bił rekordy świata. Obecnie mieszka w Auckland w Nowej Zelandii.